# Banaula
Banaula (en népalais : बनौला) est un comité de développement villageois du Népal situé dans le district de Saptari. Au recensement de 2011, il comptait 3 388 habitants.